# Kontroverze o šifrovací klíč AACS

Uživatelé internetu si mezi sebou rozesílají verze tohoto obrázku, který nazývají Vlajka svobody projevu. Je k nalezení také na spoustě blogů, webových stránek a diskusí. Kódování RGB každé z pěti barev nese 3 byty klíče, šestnáctý „C0“ je připojený v dolním pravém rohu.

Kontroverze o šifrovací klíč AACS vznikla poté, co byl na internetu zveřejněn dešifrovací klíč, pomocí kterého lze kopírovat filmy na HD DVD a Blu-ray chráněné systémem AACS; tímto klíčem je 128bitové číslo, které se zpravidla zapisuje po jednotlivých bytech v hexadecimální podobě jako 09 F9 11 02 9D 74 E3 5B D8 41 56 C5 63 56 88 C0. Provozovatelům webových stránek, které tento klíč zveřejňovaly, rozesílaly společnost MPAA a správce použitého šifrovacího systému AACS (AACS LA) výzvy k odstranění tohoto čísla z jejich stránek, neboť podle jejich názoru zveřejňování tohoto čísla slouží k obcházení systému na ochranu autorských práv a jako takové je protizákonné.
Snahy o odstranění klíče z internetu však naopak vedly k jeho rozsáhlému šíření a propagaci, což někteří označují za „digitální revoluci“ či „kyberpovstání“.

## Klíč
Dešifrovacím klíčem je běžné celé číslo; v oblasti počítačů je zvykem podobná data uvádět v šestnáctkové číselné soustavě, klíč je však samozřejmě možno zapsat v běžné desítkové soustavě jako 13 256 278 887 989 457 651 018 865 901 401 704 640.
Klíč je součástí systému AACS, který se používá pro ochranu disků HD DVD a Blu-ray proti kopírování. Zveřejněný klíč je jen jednou ze součástí systému a k nelicencovanému přehrávání sám o sobě nepostačuje.
Klíč „09 F9…“ je tzv. processing key („zpracovací klíč“) a jako takový umožňuje dešifrování všech dosud vydaných komerčních HD DVD a Blu-ray disků. Systém AACS však umožňuje vyřadit kompromitované klíče z provozu; AACS LA k tomuto kroku přistoupil a na disky vydávané od 23. dubna 2007 již nelze tento klíč využít. Disky vydané před tímto datem však dešifrovat lze. Toto znefunkčnění znamená pro všechny uživatele dotčených programů nutnost stáhnout si aktualizovanou verzi používaného software, jinak nebudou schopni novější disky přehrávat.
Ještě před tím, než tato HD-DVD užívající nové klíče dorazila na trh, se však objevily spekulace o tom, že se podařilo objevit nový klíč. 23. května se nový klíč (začínající „45 5F …“) objevil na blogu Edwarda Feltena.

## Kontroverze
AACS LA zaslal prostřednictvím právní kanceláře Proskauer Rose 17. dubna komunitnímu serveru Digg výzvu k odstranění informací, které porušují práva AACS LA; poté i mnoha dalším webovým stránkám, na kterých byl klíč zveřejněn. Digg se rozhodl výzvě vyhovět a 1. května začal mazat příspěvky citující klíč a rušit konta uživatelů, kteří klíč zveřejňovali. Následovala však rozhořčená reakce komunity: uživatelé začali vytvářet záplavu příspěvků, do kterých klíč vkládali (přímo či nepřímo – např. v textu básní, jako součást obrázků či na hrnečcích a tričkách). V jednu chvíli obsahovala titulní stránka Diggu pouze příspěvky týkající se této kauzy. Správci Diggu se pokoušeli situaci vysvětlit, ale nakonec otočili svůj postoj:

Ale teď, poté co jsme viděli stovky příspěvků a přečetli tisíce komentářů, jste nám to vysvětlili jasně. Raději necháte Digg zničit v boji, než se sklonit před větší společností. Vyslyšeli jsme vás a s okamžitou platností nebudeme mazat příspěvky či komentáře obsahující onen kód a budeme se potýkat s jakýmikoli případnými důsledky.

V důsledku výzvy k odstranění se tak klíč stal populárnějším než předtím; po „povstání“ na Diggu a výzvě „Rozšiřujte toto číslo“ se klíč objevil na obrovském množství webových stránek, blogů a wiki. Klíč se objevil ve formě triček, poezie, písní, videoklipů a filmu, obrázků, či tetování. Zaregistrovány byly také internetové domény obsahující klíč.
V úterý 1. května odpoledne vracel vyhledávač Google při hledání klíče 9410 výsledků, zatímco stejný dotaz následující ráno vrátil asi 300 000 výsledků.

## Související právní problematika
Výzvy k odstranění klíče z webových stránek zdůvodňovaly žádost částmi amerického zákona Digital Millenium Copyright Act (DMCA), které se zabývají zákazem zařízení určených pro obcházení systémů řízení přístupu a kopírování. Podle tohoto právního názoru je toto číslo součástí systému ochrany proti neoprávněnému nakládání s chráněným obsahem a jako takové je zakázáno je šířit. Odpůrci argumentují zejména absurdností představy, že nějaké číslo může být nelegální.
Podle názoru Erica Goldmana ze Santaclarské univerzity, zveřejněného v diskusi publikované v časopise americké právnické komory, není nelegálnost zveřejňování klíče zřejmá (neboť paragraf 230 zákona Communications Decency Act může provozovatele služby chránit v případě, že dotyčný materiál není sám o sobě chráněným duševním vlastnictvím), i když jeho zveřejňování může být „riskantní“; podle jiných názorů se i v případě ilegality mohou zákony typu DMCA ukázat v praxi nepoužitelné či kontraproduktivní.
Zmiňovaný zákon DMCA platí pochopitelně pouze ve Spojených státech. I v autorském právu platném v některých jiných zemích (např. v Evropské unii, jmenovitě i v českém autorském zákoně) však existují ustanovení zakazující obcházet technické prostředky ochrany autorských práv. Jejich aplikace na takovýto případ však není jasná. Ve Finsku však již soud v částečně příbuzném případě rozhodl, že se tato právní ochrana nevztahuje na obcházení systému CSS chránícího klasické DVD, a zdůvodnil to tím, že způsob ochrany není účinný (přičemž účinnost ochranné technologie je podmínkou právní ochrany), neboť nástroje na jeho obcházení jsou široce dostupné.